# لیلبی (شهرستان هیو)
لیلبی (به لاتین: Lilbi) یک منطقهٔ مسکونی در استونی است که در شهرستان هیو واقع شده‌است.